# DR 99 211
Die Lokomotive DR 99 211 ist eine meterspurige Tenderlokomotive die für die Wangerooger Inselbahn auf der Nordseeinsel Wangerooge gebaut wurde.

## Geschichte
Für den Einsatz mit vierachsigen Personenwagen, die aufgrund des zunehmenden Bäderverkehrs angeschafft worden waren, wurde eine stärkere Lokomotive benötigt. Im Juli 1929 wurde Lok 99 211 von Henschel geliefert. Nach der Umstellung des Betriebs auf Diesellokomotiven im Jahr 1958 blieb sie bis zur Ausmusterung am 18. August 1960 als Reservefahrzeug erhalten.
Die Lokomotive ist seit 21. Juli 1968 als Denkmal beim alten Leuchtturm am Bahnhof von Wangerooge abgestellt.

## Technik
Die Lokomotive war als Nassdampflokomotive ausgeführt. Der Kessel war zweischüssig und hatte 90 Heizrohre. Der Antrieb wirkte auf die dritte Achse, es kam eine Heusinger-Steuerung zur Anwendung. Die mittlere Achse war zur besseren Kurvenläufigkeit ohne Spurkränze ausgeführt.
Der Innenrahmen der Lokomotive wurde auch als Wasserkasten genutzt. Das Fahrzeug konnten 0,6 Tonnen Kohle in einem seitlichen Behälter auf der Heizerseite neben dem Kessel sowie 1,8 Kubikmeter Wasser im Rahmen und in den seitlichen Wasserkästen aufnehmen. Eine elektrische Beleuchtung bekam die Lok erst 1953.